# Anthony Pistolesi
Anthony Pistolesi (* 13. Dezember 1973 in Nizza) ist ein französischer Handballspieler.

## Karriere
Der Franzose ist 1,94 m groß und spielt auf der Position rechter Rückraumspieler.
Er spielte bei folgenden Vereinen:
- Nice HB Côte d’Azur, Frankreich (?–1994)
- Sporting Toulouse 31, Frankreich (1994–?)[1]
- Saint-Raphaël Var Handball, Frankreich (1996–?)[2]
- Lille, Frankreich[3]
- UMS Pontault-Combault HB, Frankreich (?–2001)[3]
- PSV Sportring Solingen, Deutschland (2001/02)[3]
- SC Magdeburg, Deutschland (2002–Januar 2003)[3]
- Ademar León, Spanien (Januar 2003–2003)
- US Créteil HB, Frankreich (2003/04)
- SG Werratal 92, Deutschland (2004–Februar 2005)
- Dessauer HV, Deutschland (Februar 2005–2005)
- Stralsunder HV, Deutschland (2005/06)
- TV 08 Willstätt-Ortenau, Deutschland (2006/07)
- Esch-sur-Alzette, Luxemburg (2007/08)
- Ticket 4U Lommel, Belgien (2008/09)
- Leichlinger TV, Deutschland (2009/10)
- DJK Turnerbund 08 Ratingen, Deutschland (2010/11)
- SG Ratingen 2011, Deutschland (2011–2016)
- DjK Unitas Haan, Deutschland (2016–2017)[4].
- HSG Vennikel/Rumeln/Kaldenhausen, Deutschland (2019 bis ?)[4]
- Neusser HV (seit 2023)[5]

In der französischen Junioren-Nationalmannschaft wurde Pistolesi 58-mal eingesetzt.